# Gladiolus equitans
Gladiolus equitans es una especie de gladiolo originario de las colinas rocosas de Namaqualand, Sudáfrica.

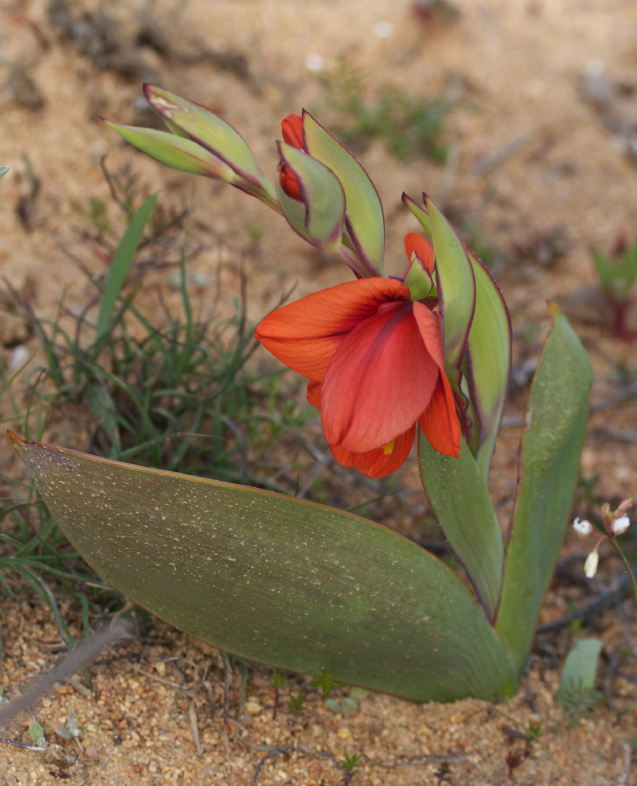
Vista de la planta

## Descripción
Es una planta robusta, con hojas lanceoladas de 2,5 a 4 cm con segmentos amplios y 9-10 flores, de 2,5 cm de ancho.

## Taxonomía
Gladiolus equitans fue descrita por Carl Peter Thunberg y publicado en Prodromus Plantarum Capensium, . . . 186 1800.
Etimología
Gladiolus: nombre genérico que se atribuye a Plinio y hace referencia, por un lado, a la forma de las hojas de estas plantas, similares a la espada romana denominada "gladius". Por otro lado, también se refiere al hecho de que en la época de los romanos la flor del gladiolo se entregaba a los gladiadores que triunfaban en la batalla; por eso, la flor es el símbolo de la victoria.
equitans: epíteto latíno 
Sinonimia
- Gladiolus alatus var. namaquensis (Ker Gawl.) Baker
- Gladiolus namaquensis Ker Gawl.[6][7]